# Elfsige I
Elfsige I (... – 959) è stato un arcivescovo anglosassone.

## Biografia
Vescovo di Winchester dal 951 al 958, Elfsige fu elevato ad arcivescovo di Canterbury dopo la morte di Oda il Severo nel giugno 958. L'anno dopo morì sulle Alpi italiane mentre viaggiava diretto a Roma per ricevere il pallio da Giovanni XII. Il suo testamento rivela che l'arcivescovo era sposato e aveva un figlio, Godwine di Worthy, che sarebbe morto nel 1001 combattendo contro i vichinghi.